# Тезис (Порденоне)
Тезис је насеље у Италији у округу Порденоне, региону Фурланија-Јулијска крајина.
Према процени из 2011. у насељу је живело 444 становника. Насеље се налази на надморској висини од 168 м.